# Heinkel Lerche
Heinkel He "Lerche" (на немски: Lerche – чучулига) – проект на прехващач с вертикално излитане и кацане, разработвал се за Луфтвафе от фирма Heinkel през периода 1944 – 1945 година. Разработката на апарата стига не по-далеч от ниво макет.
Известно е, че вариант на самолета под наименованието He "Lerche" II е проектиран през периода 25 февруари – 8 май 1945 година.

## Аеродинамична схема
Двумоторен моноплан с бутални двигатели със затворено пръстеновидно крило и трикилово симетрично опашно оперение.

## Описание на конструкцията
"Lerche" е самолет с вертикално излитане и кацане с вертикално разположение на корпуса, със затворено пръстеновидно крило, в чиято вътрешност са разположени две трилопатни витла, всяко от които се задвижва от отделен двигател (било е планирано използването на двигатели "Даймлер-Бенц" DB 605D – всеки с мощност 1475 к.с.).

## В поп-културата
В компютърните игри
Този самолет е на разположение на играчите в компютърната игра "Il-2 Sturmovik: забравени битки „46“".